# Аркашон (округ)
Округ Аркашон (фр. Arrondissement d'Arcachon) — округ у Франції, в департаменті Жиронда. 2023 року округ об'єднував 17 муніципалітетів, населення становило 160 189 осіб.
Адміністративний центр (супрефектура) — Аркашон.

## Муніципалітети
Список муніципалітетів округу та їхні коди INSEE:
1. Андернос-ле-Бен (33005)
2. Арес (33011)
3. Аркашон (33009)
4. Белен-Бельє (33042)
5. Біганос (33051)
6. Гюжан-Местрас (33199)
7. Ла-Тест-де-Бюш (33529)
8. Лантон (33229)
9. Ле-Бар (33029)
10. Ле-Теш (33527)
11. Леж-Кап-Ферре (33236)
12. Люгос (33260)
13. Маршприм (33555)
14. Мйос (33284)
15. Однж (33019)
16. Саль (33498)
17. Сен-Мань (33436)